# Battle Mountain
Battle Mountain is een plaats (census-designated place) in de Amerikaanse staat Nevada en valt bestuurlijk gezien onder Lander County.

## Demografie
Bij de volkstelling in 2010 werd het aantal inwoners vastgesteld op 3635.

## Geografie
Volgens het United States Census Bureau beslaat de plaats een oppervlakte van
4,7 km², waarvan 4,7 km² land. Battle Mountain ligt op ongeveer 1372 m boven zeeniveau.

## WHPSC
Sinds 2000 wordt bij Battle Mountain jaarlijks de World Human Powered Speed Challenge georganiseerd; een internationale wedstrijd waarin met gestroomlijnde ligfietsen wereldsnelheidsrecords worden aangevallen.

## Plaatsen in de nabije omgeving
De onderstaande figuur toont nabijgelegen plaatsen in een straal van 100 km rond Battle Mountain.